# 김영사
김영사는 1976년 '사람 사는 바른 길, 행복한 삶의 길을 걷고, 실험하고, 널리 나누기 위함'이라는 출판정신으로 김경섭 박사, 김충섭 박사, 김강유(구 김정섭, 1947~2023.10.1)  회장 3형제의 공동 기획, 자본, 참여로 설립되었다. 주식회사로 법인전환한 1994년부터 김강유 회장이 경영을 맡았으며, 같은 해 국내문학 전문 출판사인 미학사를 인수, 합병하였다. 문학, 인문과학, 교양, 과학, 경제 및 경영, 의학, 종교, 아동, 실용 등의 분야에서 4000여 종의 서적을 발간하였고, 전자책(e-book) 출판에도 발빠르게 대처하고 있다.
1989년 당시 대우그룹 회장이던 김우중의 《세상은 넓고 할 일은 많다》를 출간하여 밀리언셀러를 기록하였으며, 이 책을 계기로 ‘자전에세이’가 하나의 장르로 정착하기도 하였다. 이 밖에 에릭 시걸의 《닥터스》, 스티븐 코비의 《성공하는 사람들의 7가지 습관》을 비롯하여 로버트 풀검의 《내가 정말 알아야 할 것은 유치원에서 배웠다》, 노아 벤샤의 《빵장수 야곱》, 마이클 크라이튼의 《쥬라기공원》, 이원복의 《새 먼나라 이웃나라》 시리즈, ‘재미있는∼여행’ 시리즈 등 숱한 베스트셀러를 양산하였다. 1999년 《앗, 이렇게 재미있는 과학이!》를 시작으로 펴낸 《앗! 시리즈》는 교육과 오락이 접목된 에듀테인먼트(edutainment)라는 새로운 개념의 학습서로서 주 대상인 어린이와 청소년뿐만 아니라 성인들도 두루 읽는 교양과학 베스트셀러가 되었다.
《식객》, 《만들어진 신》, 《아웃라이어》, 《정의란 무엇인가》등 만화물, 트렌드에서 심리까지 독자들에게 새로운 안목과 지적 즐거움을 제공하는 다양한 도서들을 출간하고 있다.
김강유회장의 독특한 '김영사의 도서목록이 곧 양서목록이어야 한다'는 출판 신념으로 490여 종이 올해의 책, 이달의 책, 권장도서, 우수도서, 추천도서로 선정되었다.  1994년 출판문화 발전에 기여한 공로로 문화부(지금의 문화관광부)로부터 출판공로상, 2001년 국무총리상, 2004년 올해의 출판인상, 2006년 한국출판문화대상을 받았다. 2017년 9월부터 김영사의 4대 대표로 고세규 대표이사가 취임하였다. 본사는 경기도 파주시 문발동 515-1 파주출판문화정보산업단지에 있다.
한편, 1989년 김강유 창업주의 뒤를 이어 박은주 대표가 취임했지만  2014년 5월 김강유 회장이 경영 일선 복귀를 선언하자 돌연 퇴사한 뒤 김 회장과 고소·고발전을 벌이며 법적 다툼을 진행했고  박은주 전 대표는 2005년부터 2014년까지 이원복 허영만 등 작가들에게  인세를 지급한 것처럼 허위로 회계처리하거나 유령 직원을 등재하는 등의 수법으로 회삿돈 59억여원을 빼돌려 사적으로 쓴 혐의를 받아 2017년 11월 서울중앙지법 형사합의31부로부터 특정경제범죄가중처벌법상 횡령 등의 혐의로 구속 기소되어 징역 4년이 선고됐다가 불량한 죄질 - 대부분 회복되지 않은 피해액 탓인지 다음 해 6월 징역 3년 집행유예 5년으로 실형이 줄어들었다.

## 대표 출판 서적
- 《세상은 넓고 할일은 많다》: 김우중 대우그룹 회장의 자서전, 발간6개월만에 100만부 판매. 국내 최초 단행본 밀리언셀러로 기록
- 《신화는 없다》
- 《닥터스》
- 《성공하는 사람들의 7가지 습관》
- 《공부가 가장 쉬웠어요》
- 《먼나라 이웃나라》
- 《가로세로 세계사》
- 《토익 답이 보인다》
- 《앗 시리즈》
- 《식객》
- 《만들어진 신》
- 《내몸사용설명서》
- 《아웃라이어》
- 《평화를 사랑하는 세계인으로》
- 《정의란 무엇인가》
- 《쥬라기 공원》
- 《안철수의 생각》
- 《사피엔스》
- 《햇빛은 찬란하고 인생은 귀하니까요》
- 《최재천의 공부》
- 《총균쇠》

## 같이 보기
- 한국학